# 弗朗西斯科·哈维尔·德卢纳·皮萨罗
弗朗西斯科·哈维尔·德卢纳·皮萨罗（Francisco Xavier de Luna Pizarro，1780年—1855年），秘鲁牧师和政治家。任过两次临时秘鲁总统。